# Ikarus C83
Az Ikarus C83 az Ikarus autóbusza.

## Története
2 jármű kivételével a buszok mind bemutatójárművek. 2000-ben készült el az első két Ikarus C83 a bogotái Transmilenio számára, az egyik ki is került, a másik viszont itthon maradt. Utóbbit az MJT átépítette 4 ajtós kivitelre, de sokáig egy telepen állt. 2006-ban az Alba Volánhoz került, ahol KBK-784 rendszámmal állt forgalomba. 2003-ban a Vértes Volánhoz került még 2 darab, ezek orosz bemutatókocsik voltak. Egy Rába motoros prototípus is az Alba Volánhoz került, miután 2006-ban az MJT a legyártott fenékvázra felépítette.

## Rendszámok
| Rendszám           | Cég          | Gyártás éve | Forgalomba állás éve |
| ------------------ | ------------ | ----------- | -------------------- |
| SIG 345            | Transmilenio | 2000        | 2001                 |
| KBK-784 -> MKA-692 | Alba Volán   | 2000-2005   | 2001,2006            |
| IYX-191            | Vértes Volán | 2001        | 2002,2003            |
| IYX-192            | Vértes Volán | 2002        | 2003                 |
| KNJ-598            | Alba Volán   | 2003-2006   | 2006                 |

## Képek
- Bogotá számára készült Ikarus C83 típusú busz gázos kivitelben. A gáztartályok a tetőn, a csukló előtt figyelhetők meg. (Forrás: www.ikarusbus.cz)[halott link]
- Az előbbi busz dízel változata jobb oldali ajtósra átalakítva Dunaújváros autóbusz-állomáson, a Dunaújváros-Nagyvenyim járaton. (Forrás: Istvánfi Péter) [halott link]